# Шелоњска битка
Битка код Шелоња се догодила 14. јула 1471. године. Сукобљене стране су биле Велика московска кнежевина и Новгородска република. Сама битка се догодила између града Солаца и ушћа Шелоња. Окончала је победом Московљана, предвођених војводом Холмским. Последица битке је припајање Новгорода (Новгородске републике) Московској кнежевини 1478. године.